# Francesco Lenci
Francesco Lenci (Viareggio, 1869 – Pisa, 1956) è stato uno storico e scrittore italiano.

## Biografia
Tra i primi storici della città di Viareggio, il suo volume Viareggio dalle origini ai giorni nostri (Pisa, 1941) costituisce tuttora la principale monografia sulla cittadina tirrenica.
Laureato in Farmacia, fu professore presso l'Università di Pisa. Acceso repubblicano fu, nel secondo dopoguerra, tra i fondatori della Domus Mazziniana in Pisa.

## Pubblicazioni
- Viareggio dalle origini ai giorni nostri, (Ristampa) Arnaldo Forni Editore, 1941

| Controllo di autorità | VIAF (EN) 307412641 · SBN CUBV168109 |